# Alfons Moliné
Alfons Moliné del Castillo (n. Tarrasa, de la provincia de Barcelona, de España, 2 de agosto de 1961) es un ensayista de cómics y animación español. Ha ejercido asimismo de traductor (del inglés, francés e italiano) para varias editoriales de cómics, y es especialista en cómic japonés.

## Biografía
Alfons Moliné estudió Artes aplicadas y ya 1981 creó a Mec, un pajarillo filósofo que protagonizaría una tira en el semanario catalán Canigó, posteriormente publicado en otras cabeceras en lengua catalana.
En 1987 empezó a trabajar como animador e intercalador en diversas producciones de animación, destacando "Desperta Ferro" (1990), "Fievel va al Oeste" (1991), Las tres mellizas (1995), "Hugo the Movie Star" (1996), "Coco y Drila: El saco mágico de Santa Claus" (1998), "Dragon Hill, la colina del dragón" (2002) y "Puerta del tiempo" (2002). Además, en 1999 ejerció de secretario de la agrupación ASIFA-C (Asociación Internacional del Film de Animación) en Cataluña.
En 1992 Moliné empezó a realizar una serie de artículos sobre manga que aparecieron en diversas publicaciones de la editorial Planeta De Agostini y que posteriormente servirían de base para su obra "El gran libro de los manga" editado por Glénat en 2002. En 2005 publicó un segundo libro sobre el tema, pero centrado en la figura de Osamu Tezuka, titulado "Tezuka, memoria y honor", editado por Sinsentido, y en 2010 un tercero, "Rumiko Takahashi, la princesa del manga" a cargo de Asociación Cultural Cómic Mallorca/Dolmen Editorial.
Además Moliné ha escrito otros libros sobre cómics y animación, destacando "Novaro, el globo infinito" (Sinsentido, 2007) y "Carl Barks, un viento ácrata" (Sinsentido, 2008), además de realizar diversos artículos sobre estos medios en periódicos y revistas españoles y de otros países, y de colaborar en obras colectivas como "Atlas español de la cultura popular: De la Historieta y su uso", coordinado por Jesús Cuadrado (2 vols., Sinsentido, 2000), "El mundo de Mortadelo y Filemón", de Miguel Fernández Soto (Dolmen Editorial, 2005), "Del tebeo al manga", coordinado por Antoni Guiral (12 vols., Panini España, 2007), "El gran Vázquez: Coge el dinero y corre", coordinado por Juan José Vargas (Dolmen Editorial, 2011), "Avengers: Poder en la tierra", coordinado por J.J. Vargas y M. F. Soto (Dolmen Editorial, 2012) y la obra en inglés "1000 Comics You Must Read Before You Die" (Cassell Illustrated/Universe Publishing, 2011; edición española: "1000 cómics que hay que leer antes de morir", Grijalbo-Mondadori, 2012), dirigida por el especialista británico Paul Gravett.